# Lista de episódios de Heidi, bienvenida a casa
Aqui está a lista de episódios da telenovela argentina Heidi, bienvenida a casa. 
| Temporada | Temporada | Episódios | Episódios            | Exibição original       | Exibição original      | Exibição no Brasil  | Exibição no Brasil |
| Temporada | Temporada | Episódios | Episódios            | Início                  | Final                  | Início              | Final              |
| --------- | --------- | --------- | -------------------- | ----------------------- | ---------------------- | ------------------- | ------------------ |
|           | 1         | 60        | 60                   | 13 de março de 2017     | 2 de junho de 2017     | 13 de março de 2017 | 2 de junho de 2017 |
|           | 2         | 60        | 31                   | 12 de novembro de 2018  | 24 de dezembro de 2018 | TBA                 | TBA                |
| 29        | 2         | 60        | 7 de janeiro de 2019 | 14 de fevereiro de 2019 |                        | TBA                 | TBA                |

## Episódios

### 1ª Temporada (2017)
| #  | #  | Título do Capítulo                                                                          | Exibição                                | Código de Produção |
| -- | -- | ------------------------------------------------------------------------------------------- | --------------------------------------- | ------------------ |
| 1  | 1  | "Heidi, da Montanha para a Cidade" "Heidi, de la montaña a la ciudad"                       | 13 de março de 2017 13 de março de 2017 | 101                |
| 2  | 2  | "Heidi, Nem Tão Bem-Vinda Assim" "Heidi, no tan bienvenida"                                 | 14 de março de 2017 14 de março de 2017 | 102                |
| 3  | 3  | "Heidi é Malcriada, Malcriadissíma" "Heidi es mala, malisima"                               | 15 de março de 2017 15 de março de 2017 | 103                |
| 4  | 4  | "Heidi e o Cozinheiro Misterioso" "Heidi y el cocinero misterioso"                          | 16 de março de 2017 16 de março de 2017 | 104                |
| 5  | 5  | "Heidi e a Festa Inesquecível" "Heidi y la fiesta inolvidable"                              | 17 de março de 2017 17 de março de 2017 | 105                |
| 6  | 6  | "Heidi e Seus Amigos da Montanha" "Heidi y sus amigos de la montaña"                        | 20 de março de 2017 20 de março de 2017 | 106                |
| 7  | 7  | "Heidi e Companhia em Busca do Tesouro Perdido" "Heidi y Cia en busca del tesoro escondido" | 21 de março de 2017 21 de março de 2017 | 107                |
| 8  | 8  | "Heidi e o Fantasma" "Heidi y el fantasma"                                                  | 22 de março de 2017 22 de março de 2017 | 108                |
| 9  | 9  | "Heidi, a Realizadora de Sonhos" "Heidi, la cumplidora de sueños"                           | 23 de março de 2017 23 de março de 2017 | 109                |
| 10 | 10 | "O Melhor Amigo de Heidi" "El mejor amigo de Heidi"                                         | 24 de março de 2017 24 de março de 2017 | 110                |
| 11 | 11 | "Heidi e Clara, a Vingança" "Heidi y Clara, la venganza"                                    | 27 de março de 2017 27 de março de 2017 | 111                |
| 12 | 12 | "A Loucura de Heidi" "La locura de Heidi"                                                   | 28 de março de 2017 28 de março de 2017 | 112                |
| 13 | 13 | "Heidi e um Namorado para Rottenmeier" "Heidi y un novio para Rottenmeier"                  | 29 de março de 2017 29 de março de 2017 | 113                |
| 14 | 14 | "Heidi e Quem Procura, Acha" "Heidi y el que busca encuentra"                               | 30 de março de 2017 30 de março de 2017 | 114                |
| 15 | 15 | "Heidi e Morena Amigas por um Dia" "Heidi y Morena amigas por un día"                       | 31 de março de 2017 31 de março de 2017 | 115                |
| 16 | 16 | "Heidi, Uma Garota da Cidade?" "Heidi, ¿una chica de ciudad?"                               | 3 de abril de 2017 3 de abril de 2017   | 116                |
| 17 | 17 | "A Fama de Heidi" "La fama de Heidi"                                                        | 4 de abril de 2017 4 de abril de 2017   | 117                |
| 18 | 18 | "Heidi, da cidade para os Alpes" "Heidi, de la ciudad a los alpes"                          | 5 de abril de 2017 5 de abril de 2017   | 118                |
| 19 | 19 | "Heidi, ao resgate dos animais" "Heidi al rescate de los animales"                          | 6 de abril de 2017 6 de abril de 2017   | 119                |
| 20 | 20 | "Heidi, em busca do culpado" "Heidi en busca del culpable"                                  | 7 de abril de 2017 7 de abril de 2017   | 120                |
| 21 | 21 | "Heidi e Abril: Amizade a primeira vista" "Heidi y Abril: Amistad a primeira vista"         | 10 de abril de 2017 10 de abril de 2017 | 121                |
| 22 | 22 | "O choco-banda de Heidi" "La choco-banda de Heidi"                                          | 11 de abril de 2017 11 de abril de 2017 | 122                |
| 23 | 23 | "Heidi, e a avó da moda" "Heidi y la abuela fashion"                                        | 12 de abril de 2017 12 de abril de 2017 | 123                |
| 24 | 24 | "Heidi e os gêmeos" "Heidi y los gemelos"                                                   | 13 de abril de 2017 13 de abril de 2017 | 124                |
| 25 | 25 | "Heidi, e o menino lobo" "Heidi y el chico lobo"                                            | 14 de abril de 2017 14 de abril de 2017 | 125                |
| 26 | 26 | "Heidi, e o mordomo" "Heidi y el mayordomo"                                                 | 17 de abril de 2017 17 de abril de 2017 | 126                |
| 27 | 27 | "Heidi, e o adeus a Rottenmeier" "Heidi y el adiós a Rottenmeier"                           | 18 de abril de 2017 18 de abril de 2017 | 127                |
| 28 | 28 | "Heidi, e o operativo retorno" "Heidi y el operativo retorno"                               | 19 de abril de 2017 19 de abril de 2017 | 128                |
| 29 | 29 | "Heidi e Emma na Escola Sesemann" "Heidi y Emma en la Sesemann School"                      | 20 de abril de 2017 20 de abril de 2017 | 129                |
| 30 | 30 | "Heidi, e os hospedes da cidade" "Heidi y los huespedes de la ciudad"                       | 21 de abril de 2017 21 de abril de 2017 | 130                |
| 31 | 31 | "Heidi, a cestinha" "Heidi, la celestina"                                                   | 24 de abril de 2017 24 de abril de 2017 | 131                |
| 32 | 32 | "Heidi, e a fuga de Clara" "Heidi y la fuga de Clara"                                       | 25 de abril de 2017 25 de abril de 2017 | 132                |
| 33 | 33 | "Heidi, alegrando ao senhor Sesemann" "Heidi alegrando al Señor Sesemann"                   | 26 de abril de 2017 26 de abril de 2017 | 133                |
| 34 | 34 | "Heidi... Adotada?" "Heidi... ¿Adoptada?"                                                   | 27 de abril de 2017 27 de abril de 2017 | 134                |
| 35 | 35 | "Heidi, e o segredo da Srta. Rottenmeier" "Heidi y el secreto de la Srta. Rottenmeier"      | 28 de abril de 2017 28 de abril de 2017 | 135                |
| 36 | 36 | "Heidi, e amigos ao resgate da manssão" "Heidi y amigos al rescate de la mansión"           | 1 de maio de 2017 1 de maio de 2017     | 136                |
| 37 | 37 | "Tchau Heidi, Olá Flor" "Chau Heidi, Hola Flor"                                             | 2 de maio de 2017 2 de maio de 2017     | 137                |
| 38 | 38 | "Recuperando a Heidi" "Recuperando a Heidi"                                                 | 3 de maio de 2017 3 de maio de 2017     | 138                |
| 39 | 39 | "Heidi: Bem vinda a Gerard" "Heidi: Bienvenida A Gerard"                                    | 4 de maio de 2017 4 de maio de 2017     | 139                |
| 40 | 40 | "Enganando a Heidi" "Engañando a Heidi"                                                     | 5 de maio de 2017 5 de maio de 2017     | 140                |
| 41 | 41 | "Heidi, filha por um dia" "Heidi, Hija Por Un Dia"                                          | 8 de maio de 2017 8 de maio de 2017     | 141                |
| 42 | 42 | "Heidi, e seu Angel Guardian" "Heidi, Y Su Angel Guardian"                                  | 9 de maio de 2017 9 de maio de 2017     | 142                |
| 43 | 43 | "Heidi e Toro, cúmplices" "Heidi Y Toro, Complices"                                         | 10 de maio de 2017 10 de maio de 2017   | 143                |
| 44 | 44 | "Heidi, presa sem saída" "Heidi, Atrapada Sin Salida"                                       | 11 de maio de 2017 11 de maio de 2017   | 144                |
| 45 | 45 | "Feliz aniversário, Heidi" "Feliz Cumpleaños, Heidi"                                        | 12 de maio de 2017 12 de maio de 2017   | 145                |
| 46 | 46 | "Onde está, Heidi?" "¿Donde Esta Heidi?"                                                    | 15 de maio de 2017 15 de maio de 2017   | 146                |
| 47 | 47 | "Heidi Pastelaria" "Heidi Patissiere"                                                       | 16 de maio de 2017 16 de maio de 2017   | 147                |
| 48 | 48 | "Heidi, e o dia ecológico" "Heidi Y El Dia Ecolojico"                                       | 17 de maio de 2017 17 de maio de 2017   | 148                |
| 49 | 49 | "Heidi, no lar das crianças da tia Dete " "Heidi En El Hogar De Niños De Tia Dete"          | 18 de maio de 2017 18 de maio de 2017   | 149                |
| 50 | 50 | "Heidi, ver o futuro" "Heidi Ve El Futuro"                                                  | 19 de maio de 2017 19 de maio de 2017   | 150                |
| 51 | 51 | "Heidi, e a fama de Clara" "Heidi Y La Fama De Clara"                                       | 22 de maio de 2017 22 de maio de 2017   | 151                |
| 52 | 52 | "Quem é a melhor, Heidi?" "¿Quien Es La Mejor, Heidi?"                                      | 23 de maio de 2017 23 de maio de 2017   | 152                |
| 53 | 53 | "Heidi em Amor,rock e Chocolate" "Heidi en Amor,rock chucolate"                             | 24 de maio de 2017 24 de maio de 2017   | 153                |
| 54 | 54 | "Heidi tem Soluço?" "¿Heidi tiene Soluço ?"                                                 | 25 de maio de 2017 25 de maio de 2017   | 154                |
| 55 | 55 | "Heidi é uma Agente Secreta" "Heidi es una Agente Secreta"                                  | 26 de maio de 2017 26 de maio de 2017   | 155                |
| 56 | 56 | "Heidi em uma Missão Secreta" "Heidi en una Missóin Secreta"                                | 29 de maio de 2017 29 de maio de 2017   | 156                |
| 57 | 57 | "Heidi,Empregada por um Dia" "Heidi,Empregada por un Día"                                   | 30 de maio de 2017 30 de maio de 2017   | 157                |
| 58 | 58 | "Heidi e as Garotas Trocam de Papéis" "Heidi y las Chicas Trocam de Papeis"                 | 31 de maio de 2017 31 de maio de 2017   | 158                |
| 59 | 59 | "Heidi,Bem-Vinda ao Halloween" "Heidi,Bienvenida Al Halloween"                              | 1 de junho de 2017 1 de junho de 2017   | 159                |
| 60 | 60 | "Heidi,Da Cidade para Montanha" "Heidi,De la Cidaud para la Montãna"                        | 2 de junho de 2017 2 de junho de 2017   | 160                |